# Сремска Рача
Сремска Рача је насеље у Србији у општини Сремска Митровица у Сремском округу и 35 km је удаљена од Сремске Митровице. Налази се на уском појасу између река Саве и Босута. Према попису из 2022. било је 482 становника.

## Географске одлике
Сремска рача је типичан равничарски крај са просечном надморском висином од 81m и максималном висинском разликом од 2 m. Терен насеља је зато под директним утицајем река Саве и Босута.
Простор Сремске раче има нешто влажнију умерено-континенталну климу. То је последица сукобљавања два основна климатска типа — сувље умерено континенталне климе Војводине и влажније климе из планинских предела Босне. Одлике ове климе су умерено топла лета и хладне зиме. Најхладнији месец је Јануар. Средња годишња вредност влажности је 78%. Максимална засићеност ваздуха влагом је у децембру (88%), а минимална у августу (73%). У осталим месецима засићеност ваздуха зависи од количине падавина. Од ветрова најчешћи је источни — кошава, а затим западни и северозападни ветар. Најмању учесталост има јужни ветар.

## Историјски развој места
Сремска Рача је насеље са кратким периодом развоја. Када се саградио мост према Сави, Сремска Рача је остала унутар насипа. Године 1931. Рача је преживела катастрофалну поплаву, због чега ју је држава 1934. године преселила изван насипа на нарочит раван терен на коме је остала и дан данас. Сремска Рача, стара удаљена око 5 km од новије, има богату историјску прошлост. На локалитету Бела Црква, око 1 km удаљена јужно од центра данашњег села, налази се познато римско војничко насеље из првог века. Многи предмети као што су метални казани, оклопи и мачеви чувају се у музеју Срема у Сремској Митровици.
Рача је стекла важност због свог повољног положаја на Сави у коју се са Босанске стране улива Дрина. Ту је од давнина био главни прелаз преко Раче и трговачка раскрсница. На крају речне окуке налазио се град и тврђава Рача, а село Стара Рача лежало је 2 km од града на источној и западној страни полуострва на обалама Саве.
У средњем веку Рача је забележена у једном документу 1275. године. Овај посед су најпре имали мађарски племићи из породице Ајнард, затим Шомакош Кукојевачки, Иван Моровић и најзад Стеван Батори. У првој половини 14. века Елизабета, жена мађарског краља Карла I, обновила је опатију св. Николе и предала је фрањевцима за манастир. У другој половини 14. века после смрти краља Лајоша I (сина Карла I ) сачувани су подаци о „Краљевској вароши Рача на ушћу Дрине у Саву“. Према једном документу грађани су се жалили краљици на чиновнике, који им не допуштају да живе старим, слободним обичајима. На то је краљица дала грађанима слободу да бирају између себе начелника и поротнике, који ће судити заједно са њеним чиновником.
Када је Босна пала под Турке, мађарски краљ Матија Корвин кренуо је у поход на Турке и 1464. године два дана се задржао у Рачи. Године 1529. Рачу су вероватно освојили Турци. Поред тога за Рачу Евлија Челебија пише: “То је био диван град на обали реке Саве положен на високом равном терену обраслом у зеленило. Сам град лежао је на врху једног рта. Имао је троугаони облик, а сазидан је од цигле...“
Опис Раче дао је и француски путописац Кикле.
Године 1699. Рача је ушла у састав Аустрије. Већ након две године у месту је устројена капетанија са 100 пешака, 50 коњаника и 100 граничара. Тада су село населили Срби и 1733. године имала је 14 домова и 62 становника. Године 1784. поново је изграђена тврђава Рача, јер је стара већ била трошна. Те године Аустријски цар Јосип II лично је посетио Рачу и за ту прилику је изграђен друм од села Рача до тврђаве.
Почетком 19. века Рача је имала 58 кућа и 445 становника. Крајем истог века тврђава је обновљена и преудешена за казниону са 300 места. У њој је обично било око 180 кажњеника и 20 чувара. Због нездравог објекта и лоше хране свима је било лоше. Нешто касније објекат је купио трговац из Осијека и подигао пивару. Тврђава је опет касније продата и цигла одвучена. Године 1911. изграђена је пруга Шид-Рача.
Између два светска рата у Рачи је била општина и ту се налазила пошта, телеграф и телефон, као и жандармеријска станица и финансијска контрола.
Током Другог светског рата, 19. јула 1943, у Сремској Рачи је формиран Други сремски партизански одред, док се већ 17. јануара 1944. формира Шеста војвођанска бригада. Током Другог светског рата преко Раче су прошле хиљаде бораца идући за Босну. Касније у сећање на борбу је настала песма: Кад су Сремци кренули са те Фрушке горе. У Сремској Рачи боравио је и шеф енглеске војне мисије и у својој књизи „Партизанске слике“ описао страдања становништва Сремске Раче.
За време Другог светског рата комплетно село је спаљено, а мештани сурово преклани од стране 13. СС брдске дивизије Ханџар која је била сачињена од муслимана из Босне. Овај чин је извршен као одмазда за Партизанске нападе на немачки транспорт.
После Другог светског рата од 220 кућа само три нису изгореле. 1953. године подиже се месна заједница, пошта и ветеринарска амбуланта. Од 1958. до 1960. село је добило нисконапонску мрежу. Од 1954. до 1960. село је асфалтирано око 7 km кроз село. 1964. изграђена је здравствена амбуланта, а 1975. изграђен је локални водовод.
Овде се налази Црква Успења Пресвете Богородице у Сремској Рачи.

## Живан Миловановић — Ћата
Живан Миловановић звани Ћата је народни херој (проглашен 2. октобра 1953) и у ту част у Сремској Рачи је направљена чесма са његовом споменицом.
Рођен је 25. маја 1919. године у Сремској Рачи, а умро 15. маја 1969. Растао је у сиромашној земљорадничкој породици. У тринаестој години је остао без оца, а његова мајка са четворо деце и три јутра земље је одгајала децу. По завршетку основне школе Живан се запослио као писар (ћата, како је и добио надимак). Пошто је био најстарији у породици, као хранилац није служио војску али почетком Другог светског рата је постао партизан и 1943. командир чете. Чинио је разна херојска дела и после рата постао носилац Партизанске споменице 1941.

## Ловачко друштво „Срндаћ“
Ловачко друштво у Сремској Рачи основано је 1947. године. Тада је имало само 12 чланова. До 1961. године било је самостално а онда се удружило са члановима ловачког друштва из Босута. 1963. се опет поделило и постало самостално, да би се касније опет припојило ловачком савезу Срема од којег се одвојило 1966. Остало је самостално али тако да припада општинском ловачком савезу. Добило је назив „Срндаћ“, који се задржао до данас.

## ФК „Срем“
ФК „Срем“ је основан прво под називом „Слога“ одмах по завршетку Другог светског рата.
Фудбалско игралиште се у почетку налазило тамо где је сада здравствена станица али се убрзо преселило 1955. на место на којем се налази и данас.
1967. назив клуба се променио тако што су случајним избором између назива „Слога“, „Омладинац“ и „Срем“ одабрали назив „Срем,“ који је остао до данас.
Осим фудбалског клуба у Сремској Рачи 1973. основан је и стонотенисерски клуб „Срем“ али је после две године због материјалних проблема престао да постоји.

## Галерија
- Мост на граничном прелазу „Сремска Рача”

## Демографија
У насељу Сремска Рача живи 587 пунолетних становника, а просечна старост становништва износи 38,2 година (36,2 код мушкараца и 40,1 код жена). У насељу има 286 домаћинстава, а просечан број чланова по домаћинству је 2,70.
Ово насеље је великим делом насељено Србима (према попису из 2002. године), а у последња три пописа, примећен је пад у броју становника.
|  |

| Демографија | Демографија | Демографија |
| Година      | Становника  | Становника  |
| ----------- | ----------- | ----------- |
| 1948.       | 547         |             |
| 1953.       | 749         |             |
| 1961.       | 1.001       |             |
| 1971.       | 1.043       |             |
| 1981.       | 942         |             |
| 1991.       | 777         | 767         |
| 2002.       | 773         | 800         |

| Етнички састав према попису из 2002.‍ | Етнички састав према попису из 2002.‍ | Етнички састав према попису из 2002.‍ | Етнички састав према попису из 2002.‍ | Етнички састав према попису из 2002.‍ |
| ------------------------------------ | ------------------------------------ | ------------------------------------ | ------------------------------------ | ------------------------------------ |
|                                      |                                      |                                      |                                      |                                      |
| Срби                                 | Срби                                 |                                      | 742                                  | 95,98%                               |
| Хрвати                               | Хрвати                               |                                      | 5                                    | 0,64%                                |
| Украјинци                            | Украјинци                            |                                      | 2                                    | 0,25%                                |
| Словаци                              | Словаци                              |                                      | 2                                    | 0,25%                                |
| Мађари                               | Мађари                               |                                      | 2                                    | 0,25%                                |
| Македонци                            | Македонци                            |                                      | 2                                    | 0,25%                                |
| Румуни                               | Румуни                               |                                      | 1                                    | 0,12%                                |
| непознато                            | непознато                            |                                      | 16                                   | 2,06%                                |

| Година пописа     | 1948. | 1953. | 1961. | 1971. | 1981. | 1991. | 2002. |
| ----------------- | ----- | ----- | ----- | ----- | ----- | ----- | ----- |
| Број домаћинстава | 164   | 217   | 271   | 298   | 322   | 258   | 286   |

| Број чланова      | 1  | 2  | 3  | 4  | 5  | 6  | 7 | 8 | 9 | 10 и више | Просек |
| ----------------- | -- | -- | -- | -- | -- | -- | - | - | - | --------- | ------ |
| Број домаћинстава | 84 | 62 | 48 | 53 | 27 | 10 | 2 | 0 | 0 | 0         | 2,70   |

| Пол    | Укупно | Неожењен/Неудата | Ожењен/Удата | Удовац/Удовица | Разведен/Разведена | Непознато |
| ------ | ------ | ---------------- | ------------ | -------------- | ------------------ | --------- |
| Мушки  | 298    | 83               | 181          | 15             | 18                 | 1         |
| Женски | 323    | 46               | 183          | 78             | 14                 | 2         |
| УКУПНО | 621    | 129              | 364          | 93             | 32                 | 3         |

| Пол    | Укупно                    | Пољопривреда, лов и шумарство | Рибарство                            | Вађење руде и камена | Прерађивачка индустрија       |
| ------ | ------------------------- | ----------------------------- | ------------------------------------ | -------------------- | ----------------------------- |
| Мушки  | 156                       | 66                            | 0                                    | 0                    | 9                             |
| Женски | 62                        | 25                            | 0                                    | 0                    | 2                             |
| УКУПНО | 218                       | 91                            | 0                                    | 0                    | 11                            |
| Пол    | Производња и снабдевање   | Грађевинарство                | Трговина                             | Хотели и ресторани   | Саобраћај, складиштење и везе |
| Мушки  | 1                         | 6                             | 3                                    | 4                    | 21                            |
| Женски | 0                         | 0                             | 7                                    | 3                    | 5                             |
| УКУПНО | 1                         | 6                             | 10                                   | 7                    | 26                            |
| Пол    | Финансијско посредовање   | Некретнине                    | Државна управа и одбрана             | Образовање           | Здравствени и социјални рад   |
| Мушки  | 0                         | 0                             | 3                                    | 0                    | 1                             |
| Женски | 2                         | 1                             | 2                                    | 5                    | 6                             |
| УКУПНО | 2                         | 1                             | 5                                    | 5                    | 7                             |
| Пол    | Остале услужне активности | Приватна домаћинства          | Екстериторијалне организације и тела | Непознато            | Непознато                     |
| Мушки  | 0                         | 0                             | 0                                    | 42                   | 42                            |
| Женски | 0                         | 0                             | 0                                    | 4                    | 4                             |
| УКУПНО | 0                         | 0                             | 0                                    | 46                   | 46                            |